# Андреа Ферро
Андреа «Енді» Ферро (англ. Andrea "Andy" Ferro; нар. 19 серпня 1973, Арона, П'ємонт, провінція Новара, Італія) — італійський співак, автор пісень та автор-виконавець. Чоловічий вокаліст італійського альт-готик-метал-гурту Lacuna Coil.

## Життєпис
Андреа Ферро народився 19 серпня 1973 у місті Арона регіону П'ємонт італійської провінції Новара.

## Особисте життя
8 вересня 2012 одружився із Паолою Пенні Джіліотті.

## Дискографія

### Lacuna Coil
Студійні альбоми
- In a Reverie (1999)
- Unleashed Memories (2001)
- Comalies (2002)
- Karmacode (2006)
- Shallow Life (2009)
- Dark Adrenaline (2012)
- Broken Crown Halo (2014)
- Delirium (2016)

Демо-альбоми
- Ethereal (Demo) (1996)

Міні-альбом
- Lacuna Coil (1998)
- Halflife (2000)